# بيا سانتياغو
بيا روز مونتيري سانتياغو (من مواليد 17 فبراير 1990 في مونتينلوبا، مترو مانيلا، الفلبين) والمعروفة باسم بيا سانتياغو ، ممثلة وعارضة أزياء وحاملة لقب ملكة جمال فلبينية كندية توجت مسابقة ملكة جمال الدولية 2013 في 17 ديسمبر 2013 . قبل فوزها في بينبينينغ بيليبيناس، كانت حامل لقب جوهرة الفلبين 2011 التي مثلت المجتمع الفلبيني في كندا. كانت عارضة أزياء في إيليت موديل مانجمينت قبل انضمامها إلى بينبينينغ بيليبيناس 2013.